# Athyrium nephrodioides
Athyrium nephrodioides là một loài thực vật có mạch trong họ Woodsiaceae. Loài này được (Baker) H. Christ miêu tả khoa học đầu tiên năm 1905.